# Grand prix littéraire de la Montérégie
Vous pouvez aider à l'améliorer ou bien discuter des problèmes sur sa page de discussion.
- Son admissibilité est à vérifier. Vous êtes invité à le compléter pour expliciter son admissibilité, en y apportant des sources secondaires de qualité. (Marqué depuis juin 2025)
- Il ne s’appuie pas, ou pas assez, sur des sources secondaires ou tertiaires. (Marqué depuis juin 2025)

- Archive Wikiwix
- Bing
- Cairn
- DuckDuckGo
- E. Universalis
- Gallica
- Google
- G. Books
- G. News
- G. Scholar
- Persée
- Qwant
- (zh) Baidu
- (ru) Yandex
- (wd) trouver des œuvres sur Wikidata

Le grand prix littéraire de la Montérégie un prix littéraire québécois. Il a été créé en 1999 par l'Association des auteurs de la Montérégie (AAM). Il est décerné à un écrivain pour l'ensemble de son œuvre, tandis que les grands prix du livre de la Montérégie sont attribués dans les trois catégories suivantes : roman, littérature pour la jeunesse et autres genres littéraires.

## Lauréats

### Grand prix littéraire de la Montérégie
- 1999 : François Barcelo
- 2002 : Madeleine Ouellette-Michalska
- 2003 : Hélène Sévigny

### Grands prix du livre de la Montérégie

#### Prix Arlette-Cousture
- 2016 - Gilles Jobidon, La petite B., Leméac Éditeur
- 2017 - Kim Thúy, Vi, Libre Expression
- 2018 - Karoline Georges, De synthèse, Éditions Alto
- 2019 - Gilles Jobidon, Le Tranquille affligé, Leméac Éditeur
- 2020 - François Hébert, Miniatures indiennes, Leméac Éditeur
- 2021 - Danielle Marcotte, L'accordéon, Madame et moi, Lévesque Éditeur
- 2022 - Daria Colonna, La voleuse, Poètes de brousse
- 2023 - Isabelle Grégoire, Vert comme l'enfer, Québec Amérique
- 2024 - Gabrielle Chevarier, Madame Werner, Leméac Éditeur
- 2025 - Jean-Simon DesRochers, Le masque miroir, Éditions du Boréal

#### Prix Philippe-Béha
- 2017 - Jean-François Sénéchal, L’enquête secrète de la ruelle, Jules la mouche
- 2019 - Andrée-Anne Gratton, L'enfant qui n'avait jamais vu une fleur, Éditions de La Bagnole

#### Prix Essai
- 2019 - Marie-Diotte, Serge Godin et André D. Beaudoin, Gilles Besner, Éditions Margil

#### Prix Bernadette-Renaud
- 2016 - Mylène Arpin, Curieux de nature! Tome 2- Les fleurs sauvages, Éditions Hurtubise
- 2018 - Jean-François Sénéchal, Le boulevard, Leméac Éditeur

#### Roman - prix du jury
- 1999 - Micheline Lachance
- 2000 - Dominique Demers
- 2001 - Pauline Gill
- 2002 - Bernadette Renaud
- 2003 - Bernadette Renaud
- 2004 - Arlette Cousture
- 2006 - Gilles Jobidon
- 2008 - Patrick Sénécal
- 2010 - Nicolas Chalifour - Prix spécial du jury
- 2011 - Francis Malka
- 2013 - Nicolas Chaifour

#### Roman - prix du public
- 2006 - Pauline Gill
- 2008 - Pauline Gill

#### Littérature pour la jeunesse - prix du jury
- 1999 - Dominique Demers
- 2000 - Gilles Gauthier
- 2001 - Gilles Gauthier
- 2002 - Gilles Gauthier
- 2003 - Robert Soulières
- 2004 - Danielle Simard
- 2005 - Danielle Simard
- 2006 - Danielle Simard
- 2008 - Jacques Lazure
- 2009 - Sonia Marmen
- 2010 - Bernadette Renaud
- 2011 - Sylvain Meunier
- 2012 - Marilou Addison
- 2013 - Isabelle Gaul

#### Littérature pour la jeunesse - prix du public
- 2006 - Danielle Simard
- 2008 - Danielle Simard

#### Tout-Petits - prix du jury
- 2000 - Bernadette Renaud
- 2001 - Carole Jean Tremblay
- 2002 - Annie Lavoie
- 2003 - Mathieu Quirion
- 2004 - Sophie Morissette
- 2005 - Manon Flibotte
- 2006 - Sophie Rondeau
- 2007 - Suzanne Michaud
- 2008 - Stéphanie Gamache
- 2009 - Martine Richard
- 2010 - Danielle Malanfant
- 2011 - Dominique Lapointe
- 2012 - Sylvie Tétreault (2e prix)
- 2013- Marie Lasnier
- 2014 - Julie Royer
- 2015 - Pierrette Dubé

#### Autres genres - prix du jury
- 1999 - Dolorès Lamarre
- 2000 - Robert Gauthier
- 2001 - Micheline Lachance
- 2002 - Pierre Godin
- 2003 - François Barcelo
- 2004 - Ginette Plante
- 2006 - Marcel Fournier

#### Autres genres - prix du public
- 2006 - Pierre Godin